# 孫厝寮
孫厝寮，原寫為孫厝藔，是臺灣臺南市鹽水區的一個傳統地域名稱，位於該區西部。相較於今日行政區，其範圍大致為文昌里西北半部不含西北邊三角形凸出部分的頂端地區。

## 歷史
台灣日治初期，孫厝寮地區為一（舊制）街庄，稱為「孫厝藔庄」，隸屬於鹽水港堡。昔日該庄西北隔八掌溪與過路仔庄為界，東北與下中庄、舊營庄為鄰，東南邊為番仔厝庄，西南邊為田藔庄、溪洲仔藔庄。
1901年（日治明治三十四年）11月，全台設置二十廳，該庄隸屬於鹽水港廳。1903年（明治三十六年）6月，該庄編入「溪洲仔藔區」，隸屬於鹽水港廳。1909年（明治四十二年）10月，合併二十廳為十二廳，該庄改編入「舊營區」，並改隸屬於嘉義廳。1920年（大正九年），廢十二廳改設五州二廳，該庄改制並雅化為「孫厝寮」大字，隸屬於臺南州新營郡鹽水街（新制街庄）。
戰後鹽水街改制為鹽水鎮，隸屬於臺南縣，大字亦改制為里。1950年雲、嘉、南分治，鹽水鎮仍隸屬於臺南縣。2010年12月25日，因臺南縣市合併為直轄市臺南市，鹽水鎮改制為鹽水區。

## 聚落
本地區發展較早的聚落有番仔藔、孫厝仔、羊稠厝等，在日治期初期的官方地圖上已有記載。

## 交通
區道南2線是雙春至田寮的道路。
區道南3線是羊稠厝至鹽水的道路。
區道南5線是牛稠子至歡雅的道路。
區道南6線是筏仔頭至歡雅的道路。